# Mount Zion (Georgia)
Mount Zion – miasto w Stanach Zjednoczonych, w stanie Georgia, w hrabstwie Carroll.